# 卡利諾皮爾
卡利诺皮尔，2024年9月前称为卡泰里诺皮尔，是位於烏克蘭中部的市級鎮，由切爾卡瑟州裡茲韋尼霍羅德卡區的卡泰里诺皮尔市镇負責管轄，作該市鎮的行政中心，亦曾為卡泰里諾皮爾區被撤銷前的行政中心。該鎮始建於1568年，面積67.66平方公里，人口5,000，人口密度每平方公里84.36人。